# Domingos Guedes Cabral
Domingos Guedes Cabral (Salvador, 29 de outubro de 1852 – Salvador, 27 de janeiro de 1883) foi um médico formado pela Faculdade de Medicina da Bahia e autor da obra Funções do Cérebro (1876). Politicamente, foi militante pró-republicano e forte crítico do sistema prisional. Guedes Cabral é o patrono da cadeira de número 34 da Academia de Letras da Bahia.